# ریشل هوخن‌کامپ
 ریشل هوخن‌کامپ (هلندی: Richèl Hogenkamp؛ زادهٔ ۱۶ آوریل ۱۹۹۲) یک تنیس‌باز اهل هلند است.

## نگارخانه

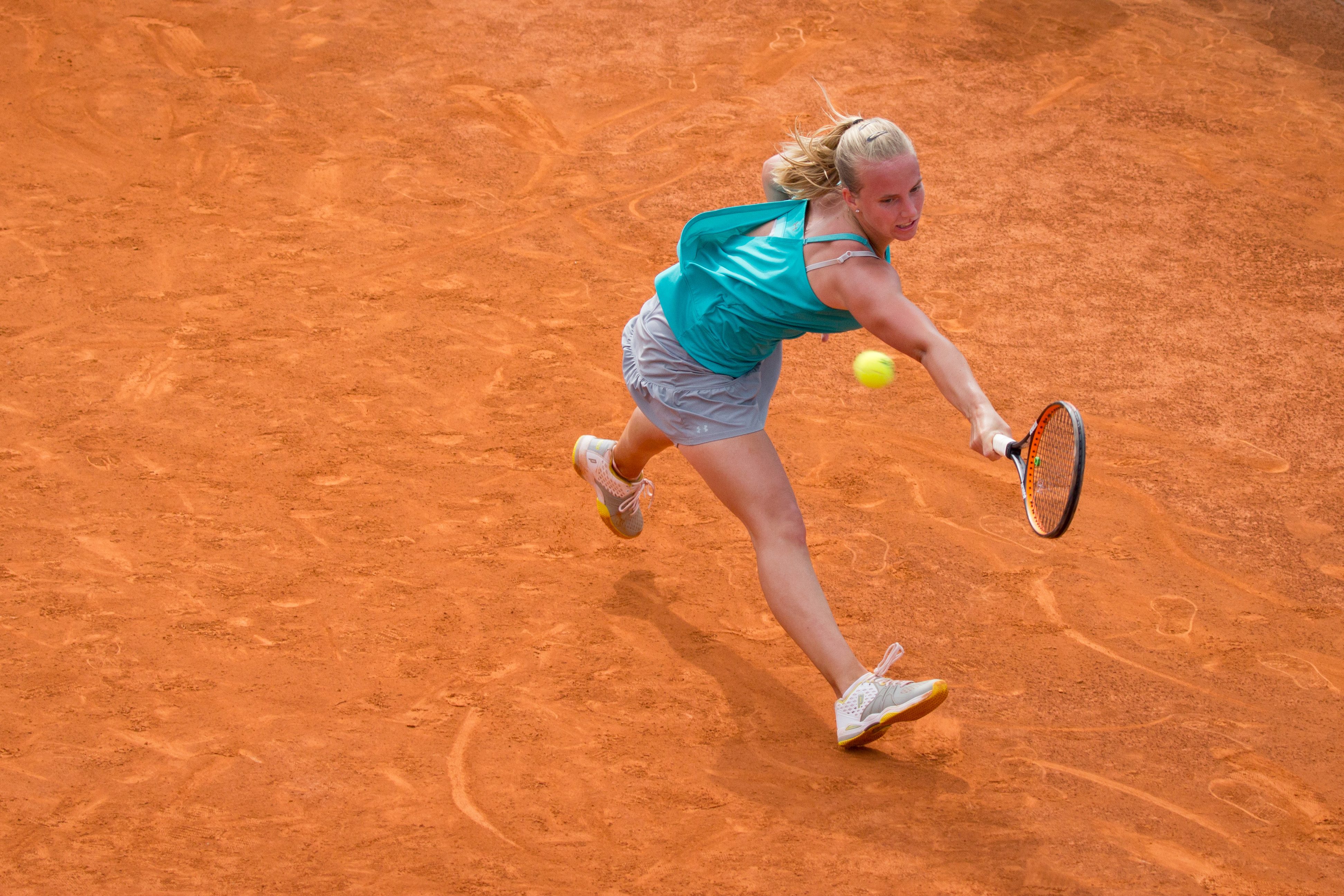
ریچل هوگنکامپ، در مسابقات اوپن ۲۰۱۵ مادرید